# Lawn Dogs
Lawn Dogs est un film britannique réalisé en 1997 par John Duigan, dont le scénario est écrit par Naomi Wallace. Même s'il est filmé à Louisville et Danville, dans l’État du Kentucky, aux États-Unis, Lawn Dogs est un film britannique produit par Duncan Kenworthy (en). Le film a remporté de nombreux prix dans des festivals européens mais n'a jamais été commercialisé en France.

## Synopsis
L'histoire d'une amitié entre un homme vivant en marge de la société et une petite fille de 10 ans venant d'une famille aisée. Cette amitié sera mal comprise par les résidents du voisinage.
L'histoire de la relation entre Devon, une petite fille de dix ans, vive et trop maligne pour son âge, et Trent, un jeune prolétaire solitaire qui tond le gazon de la riche middle-class. Entre ce petit chaperon rouge délurée et son gentil loup sauvage vont se tisser des liens de confiance et d'amitié que voient d'un très mauvais œil les habitants du hameau. Construite autour d'un conte par la présence d'un récit narré par Devon, il y a une princesse, un loup, une tortue, un château (le village s'appelle Camelot) et des forêts enchantées. Pourtant la réalité se dessine de façon très claire, la princesse vit au milieu de bourgeois bouffis d'importance, cloitrés dans leurs bunkers pastels, qui humilient les pauvres gars qui bossent pour eux, tout en transformant leurs gosses en clones obéissants. La petite Devon, touchée de près par la mort et mortifiée d'ennui dans ce monde trop sucré, et un gosse de cinq ans qui travaille, lui, à de menus larcins. Leurs actions innocentes auront de sombres répercussions.

## Distribution
- Mischa Barton : Devon Stockard
- Sam Rockwell : Trent
- Christopher McDonald : Morton Stockard
- Kathleen Quinlan : Clare Stockard
- Miles Meehan : Billy
- Bruce McGill : Nash
- David Barry Gray : Brett
- Eric Mabius : Sean
- Angie Harmon : Pam
- José Orlando Araque : Mailman
- Beth Grant : Trent's Mother
- Tom Aldredge : Trent's Father
- Odin the Dog : Tracker
- Tafeki the Dog : Tracker